# 554 (číslo)
Pět set padesát čtyři je přirozené číslo. Následuje po čísle pět set padesát tři a předchází číslu pět set padesát pět. Římskými číslicemi se zapisuje DLIV a řeckými číslicemi φνδ.

## Matematika
554 je:
- Deficientní číslo
- Poloprvočíslo
- Nešťastné číslo

## Astronomie
- (554) Peraga je planetka hlavního pásu, kterou objevil v roce 1905 Paul Götz

## Roky
- 554
- 554 př. n. l.